# Juresanella
Juresanella, en ocasiones erróneamente denominado Jurasanella, es un género de foraminífero bentónico de la subfamilia Pseudofusulininae, de la familia Schwagerinidae, de la superfamilia Fusulinoidea, del suborden Fusulinina y del orden Fusulinida. Su especie tipo es Pseudofusulina juresanensis. Su rango cronoestratigráfico abarca el Irginiense o Artinskiense medio (Pérmico inferior).

## Discusión
Clasificaciones más recientes incluyen Juresanella en la superfamilia Schwagerinoidea, y en la subclase Fusulinana de la clase Fusulinata. Algunas clasificaciones incluyen Juresanella en la familia Pseudofusulinidae. Clasificaciones previas hubiesen incluido Juresanella en la Subfamilia Schwagerininae.

## Clasificación
Juresanella incluye a las siguientes especies:
- Juresanella cara †
- Juresanella concessa †
- Juresanella forakerensis †
- Juresanella graiferi †
- Juresanella insignata †
- Juresanella jenkinsi †
- Juresanella juresanensis †
- Juresanella juriachensis †
- Juresanella luminosa †
- Juresanella mankomensis †
- Juresanella nodosa †
- Juresanella novacula †
- Juresanella paraconcessa †
- Juresanella praesubstricta †
- Juresanella savinoborica †
- Juresanella sedujachensis †
- Juresanella shevelevi †
- Juresanella substricta †
- Juresanella syniensis †
- Juresanella uralensis †
- Juresanella vilvensis †

Otra especie considerada en Juresanella es:
- Juresanella chomatifera †, de posición genérica incierta